# Wachstumskritik
Wachstumskritik ist ein Überbegriff für mehrere Konzepte, die das gesellschaftliche, politische und unternehmerische Ziel des Wirtschaftswachstums kritisieren. Es wird die Sinnhaftigkeit und Erwünschtheit von Wirtschaftswachstum und die Machbarkeit von grünem Wachstum hinterfragt. Zu den Thesen der Wachstumskritik gehört die Aussage, dass ab einem bestimmten Niveau eine Steigerung des Bruttoinlandsprodukts nicht mehr zielführend ist, um Ziele wie Wohlstand oder soziale Gerechtigkeit zu erreichen. Zudem würden die negativen Effekte wie höherer Verbrauch natürlicher Ressourcen und Umweltzerstörung eine Überschreitung planetarer Grenzen bedeuten. In einigen Ländern ist eine wachstumskritische Bewegung als soziale Bewegung entstanden. Wachstumskritik wird aus sehr unterschiedlichen Perspektiven geäußert und unterscheidet sich je nach Region und politischer Ausrichtung.

## Begründungen für Wachstumskritik

### Ökologische Grenzen: Ist dauerhaftes Wachstum möglich?

Einige Planetare Grenzen sind überschritten

Sustainable Development Goals, Nummer 8: Nachhaltiges Wirtschaftswachstum und menschenwürdige Arbeit

Die bis heute dominante, umweltbasierte Wachstumskritik betont die Endlichkeit des Planeten und seine Begrenztheit, natürliche Ressourcen bereitzustellen und menschliche Emissionen zu verarbeiten. Ihre Kernbotschaft ist: „Unendliches Wachstum ist auf einem endlichen Planeten nicht möglich.“ Der Mensch habe einen so gravierenden Einfluss auf die ökologischen Prozesse genommen wie keine andere Spezies zuvor (vgl. Hemerobie, Anthropozän) und schon jetzt sei sein ökologischer Fußabdruck zu hoch, wie wissenschaftliche Studien zu den globalen Umweltveränderungen und Zukunftsszenarien seit den 1950er Jahren belegen. Unter Berufung auf Konzepte der Bioökonomie und Ökologischen Ökonomie sei eine Verringerung der wirtschaftlichen Aktivität unvermeidbar, da die Umwelt nur begrenzt Ressourcen zur Verfügung stellen könne und nur begrenzte Aufnahmefähigkeiten habe. In „Die Grenzen des Wachstums“ schrieben die Autoren:

„Es zeigt sich nun, daß diese Schwierigkeiten letztlich eine gemeinsame, recht banale Ursache haben: unsere Erde ist nicht unendlich. Je mehr sich die menschliche Aktivität den Grenzen der irdischen Kapazitäten nähert, um so sichtbarer und unlösbarer werden die Schwierigkeiten.“

Dauerhaftes / unbegrenztes exponentielles Wachstum sei also auf der Erde ökologisch nicht denkbar. Diese Aspekte werden seit 2009 auch unter dem Begriff der Planetary Boundaries (planetaren Grenzen) diskutiert.
Die zentrale und seit Jahrzehnten umstrittene Frage ist dabei, ob Wirtschaftswachstum vom Verbrauch natürlicher Ressourcen und Emissionen zu entkoppeln ist. Gegner der Wachstumskritik argumentieren diesbezüglich, dass zwar natürliche Ressourcen, wie Öl oder andere Rohstoffe, begrenzt seien, nicht jedoch die Innovationsfähigkeit und Schaffenskraft der Menschen selbst. Durch diese könnten letztlich auch die knappen Ressourcen selbst durch neue, innovative Technologien ersetzt werden, wie es etwa bei erneuerbaren Energien der Fall sei (vgl. auch Faktorsubstitution). Durch solchen kontinuierlichen, technischen Fortschritt würden die Grenzen des Wachstums, die möglicherweise Jahrzehnte zuvor noch unüberwindbar schienen, stetig wieder weiter nach oben verschoben. Insofern habe zwar möglicherweise jede Technologie für sich genommen eine Wachstumsgrenze, nicht jedoch die gesamte Wirtschaft als solche. Tatsächlich sei es sogar Kernbestandteil der Marktwirtschaft, knappe Ressourcen möglichst effektiv zu verteilen und alte Technologien in einem Prozess der schöpferischen Zerstörung durch neue, disruptive Technologien zu ersetzen. Auf diese Weise hätte die Menschheit in ihrer Geschichte, etwa mit der neolithischen oder später mit der industriellen Revolution, sogar bereits mehrfach die Grenzen ihres Wachstums verschoben. Seither habe Wirtschaftswachstum überhaupt erst den Wohlstand ermöglicht, in dem wir heute leben und sei auch künftig notwendig, um diesen bei einer immer noch (wenn auch immer langsamer) wachsenden Bevölkerung nicht nur zu erhalten, sondern auch weiter zu steigern.
Wachstumskritiker bestreiten jedoch, dass der Ersatz von natürlichen Ressourcen auf dem Wege der Innovation in dem Maße möglich ist, wie es für eine nachhaltige Entwicklung nötig wäre. Dementsprechend argumentieren sie, dass Wirtschaftswachstum einer nachhaltigen Entwicklung entgegen stünde und daher nicht miteinander kompatibel sei. Als Gründe dafür werden beispielsweise Rebound-Effekte, die Bedeutung der Entropie (Nicholas Georgescu-Roegen) oder von Energie als Produktionsfaktor ausgemacht. Es gäbe zwar Verbesserungen der Ressourcenproduktivität in einzelnen Ländern, aber die Probleme würden örtlich durch Handel in andere Länder verlagert oder in die Zukunft verschoben, beispielsweise beim Klimawandel. Letztlich würden die begrenzten Ressourcen also das Ende des Wachstums bedeuten.

### Soziale Grenzen: Ist dauerhaftes Wachstum wünschenswert?
Ab den 1970er Jahren wurde zeitlich parallel zu den ökologischen Grenzen auch die sozialen Grenzen des Wachstums diskutiert. Die Erkenntnis der Glücks- und Zufriedenheitsforschung, wonach eine Erhöhung des Pro-Kopf-Einkommens nach Erreichen eines bestimmten Niveaus keinen weiteren Zuwachs an Glück bzw. subjektiven Wohlbefinden auslöse, wurde als Easterlin-Paradox bekannt. Die Kernthese der sozial-ökonomischen Wachstumskritik ist demnach, dass weiteres Wirtschaftswachstum in den Industrienationen die Lebensqualität nicht verbessere.
Fred Hirsch erklärte dieses Phänomen mit Positionswettbewerb. Thorstein Veblen hatte bereits im Jahr 1899 vom Geltungskonsum gesprochen. Der Nutzen vieler Güter sei symbolischer Art, und Konsum diene dabei zur Abgrenzung gegenüber anderen, wodurch soziale Hierarchien entstehen würden. Bestimmte Konsumgüter werden Symbole für die Familie, Freundschaft, Zugehörigkeit, Gemeinschaft, Identität, sozialen Status und Ziele im Leben – und ein hohes Einkommen wird essentiell für den Wohlstand. Hierbei zählt nicht der individuelle materielle Wohlstand, sondern der Vergleich mit anderen. Dementsprechend sei auf individueller Ebene die Steigerung des Einkommens der verzweifelte Versuch, im Konkurrenzkampf nicht zurückzufallen, aber Wirtschaftswachstum löse dieses soziale Problem nicht, denn eine Steigerung des Konsums erhöhe nicht mehr die persönliche Zufriedenheit.
Es wird diskutiert, wie ein individueller Ausweg aus diesem Dilemma aussehen könnte. Hartmut Rosa betont in seinen Büchern Beschleunigung sowie Beschleunigung und Entfremdung, dass die Menschen in einem Konsum- und Beschleunigungskreislauf gefangen wären. Die Menschen sollten das von Beschleunigung angetriebene Konkurrenzprinzip der Spätmoderne überwinden und stattdessen in „Resonanz“ mit der Welt leben. Ähnlich vertritt Harald Welzer die Position, Wachstum sei als mentale Infrastruktur in den Menschen verankert, und Umdenken und Widerstand seien nötig.
Die sozialen Grenzen des Wachstums wurden bereits von John Maynard Keynes diskutiert. Er schrieb 1930 über die „ökonomischen Möglichkeiten unserer Enkelkinder“ und betrachtete die Stagnation nicht als eine Katastrophe, sondern als eine Chance für ein „goldenes Zeitalter“. Er fordert dafür Umverteilung, Arbeitszeitverkürzung und die Bereitstellung öffentlicher Leistungen.

### Kritik an Wirtschaftswachstum als politisches Ziel

Weltweites Bruttoinlandsprodukt pro Kopf 1500 bis 2003

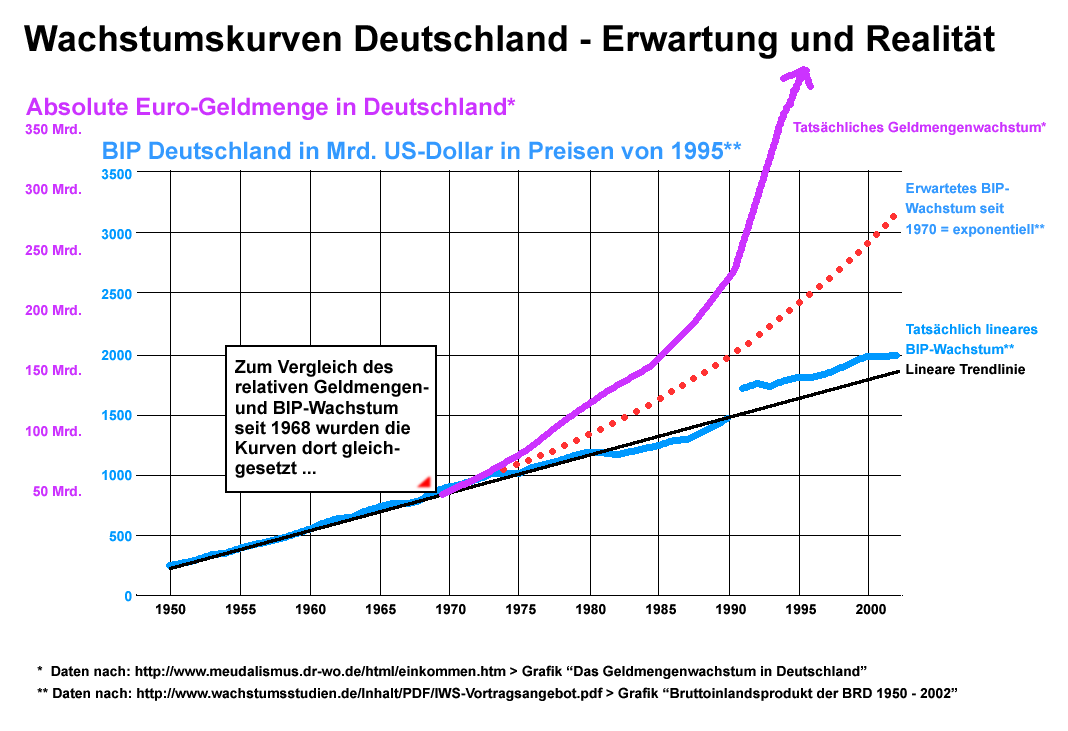
Wachstumskurven: Exponentielle oder lineare Wirklichkeit?

Die wahrgenommenen ökologischen und sozialen Grenzen des Wachstums sorgten für eine Kritik am Weltbild des „quantitativen Wachstumsparadigmas“, wonach „sämtliche wirtschaftlichen, sozialen und politischen Probleme vor allem mit Wirtschaftswachstum“ zu lösen seien. Das Bruttoinlandsprodukt (BIP) misst den Wert der Waren und Dienstleistungen, die innerhalb eines bestimmten Zeitraums in einem Land hergestellt worden sind. In den Wirtschaftswissenschaften gilt das BIP pro Kopf (neben anderen, wie dem Human Development Index) als ein Indikator für den Wohlstand der Bevölkerung eines Landes. Tatsächlich weist das Bruttoinlandsprodukt auch eine sehr hohe Korrelation mit anderen sozio-ökonomischen Indikatoren wie Lebenserwartung, Säuglingssterblichkeit oder Bildung auf. Seine Steigerung ist dementsprechend ein weltweit anerkanntes, wirtschaftspolitisches Ziel (vgl. Magisches Viereck). Es ist allerdings umstritten, ob es als (alleiniger) Wohlfahrtsindikator verwendet werden kann und soll.
Wachstumskritische Vertreter bezweifeln hierbei, dass sich das Bruttoinlandsprodukt eignet, Lebensqualität und Wohlstand abzubilden. Herman Daly prägte den Begriff des „uneconomic growth“, des unökonomischen Wachstums, dessen Schäden höher seien als die Vorteile. Einerseits beinhalte das BIP auch schädliche Aktivitäten, wie Umweltzerstörung oder Aufräumarbeiten nach Umweltkatastrophen, während die oben genannten ökologischen und sozialen Aspekte bei der Berechnung des BIP oft unberücksichtigt blieben. Es gäbe daher die Notwendigkeit, alternative Wohlstandsindikatoren zu entwickeln und anzuwenden, die Aspekte wie die Stärkung von menschlichen Beziehungen, demokratische Teilhabe sowie den Schutz von Ökosystemen und die Verbesserung von Verteilungsgerechtigkeit berücksichtigten. Die Perspektive, das Bruttoinlandsprodukt durch neue Indikatoren abzulösen bzw. um diese zu ergänzen, wird auch von der Stiglitz-Sen-Fitoussi-Kommission oder der OECD eingenommen, die dies allerdings nicht mit einer grundsätzlichen Wachstumskritik verbinden. Beispiele hierfür sind der Index der menschlichen Entwicklung, der Indikator echten Fortschritts oder der Social Progress Index.
Andere Autoren betonen auch, dass das Wirtschaftswachstum empirisch ohnehin nicht exponentiell verlaufe, sondern die Wirtschaft allenfalls linear gewachsen sei. Dies wiederum sei gleichbedeutend mit prozentual gesunkenen Wachstumsraten, was „weder konjunktur- noch politikbedingt, sondern systemimmanent“ sei. Daher müsse man über den Umgang mit sinkenden Wachstumsraten ohnehin nachdenken.

### Theorie des Wachstumszwangs
Die Theorie des Wachstumszwangs behauptet, dass wachstumsabhängige gesellschaftliche Institutionen eine Abkehr von Wachstum als politischem Ziel unmöglich machen. Ein Wachstumszwang beschreibt einen Sachzwang, wonach Wirtschaftswachstum derart essentiell sei, dass ihm vor allem ökologische, aber auch gewisse soziale Ziele systematisch untergeordnet werden müssten. Dabei ist umstritten, worin eigentlich der Wachstumszwang besteht, wie makroökonomische und wirtschaftspolitische Bedingungen für Nullwachstum gestaltet werden müssen und welche Reformen und politischen Maßnahmen dafür zielführend wären. Die daraus folgende, umstrittene Frage ist, ob eine Marktwirtschaft ohne Kapitalismus denkbar und sinnvoll ist. Diskutiert wird beispielsweise der Zinseszinseffekt oder der technische Fortschritt, der Unternehmer zu Investitionen und Innovationen zwingt und zugleich stets die Gefahr von Arbeitslosigkeit birgt und damit die sozialen Sicherungssysteme gefährdet. Wachstumspolitik sei dann die einzige realistische politische Option, wenn man Massenarbeitslosigkeit verhindern wolle.

### Kapitalismuskritik
Eine größere Strömung der Wachstumskritik ist explizit kapitalismuskritisch und bezieht sich auf die sozialistischen Arbeiten von Karl Marx, Rosa Luxemburg, den Ökomarxismus und die anarchistisch inspirierte Herrschaftskritik. Sie sehen in der kapitalistischen Akkumulation und der Steigerung der Produktivität die Notwendigkeit für Wachstum. Jede Krise des Kapitalismus sorge unmittelbar für eine soziale Krise. Andere Teile der Wachstumskritik „scheuen oder ignorieren“ die Kapitalismuskritik.

### Industrialismus- und Technikkritik
Diese Strömung kritisiert die auf maschineller Arbeit beruhende moderne Industriegesellschaft. Diese sei gleichermaßen in Kapitalismus wie Sozialismus verankert gewesen und zerstöre die Natur und sorge für die Entfremdung des Menschen.

### Feministische Kritik
Die feministische Kritik argumentiert, dass die lebensnotwendigen Arbeiten der Reproduktion beim gesellschaftlichen Fokus auf der Wirtschaftsleistung und dem Homo oeconomicus unsichtbar und entwertet würden. Diese Tätigkeiten böten allerdings die Grundlage, ohne die Lohnarbeit und wirtschaftlicher Austausch nicht möglich sei. Das Verständnis von Ökonomie müsse also über die markt- und geldvermittelte Wirtschaft hinausgehen.

### Kritik am globalen Entwicklungsmodell

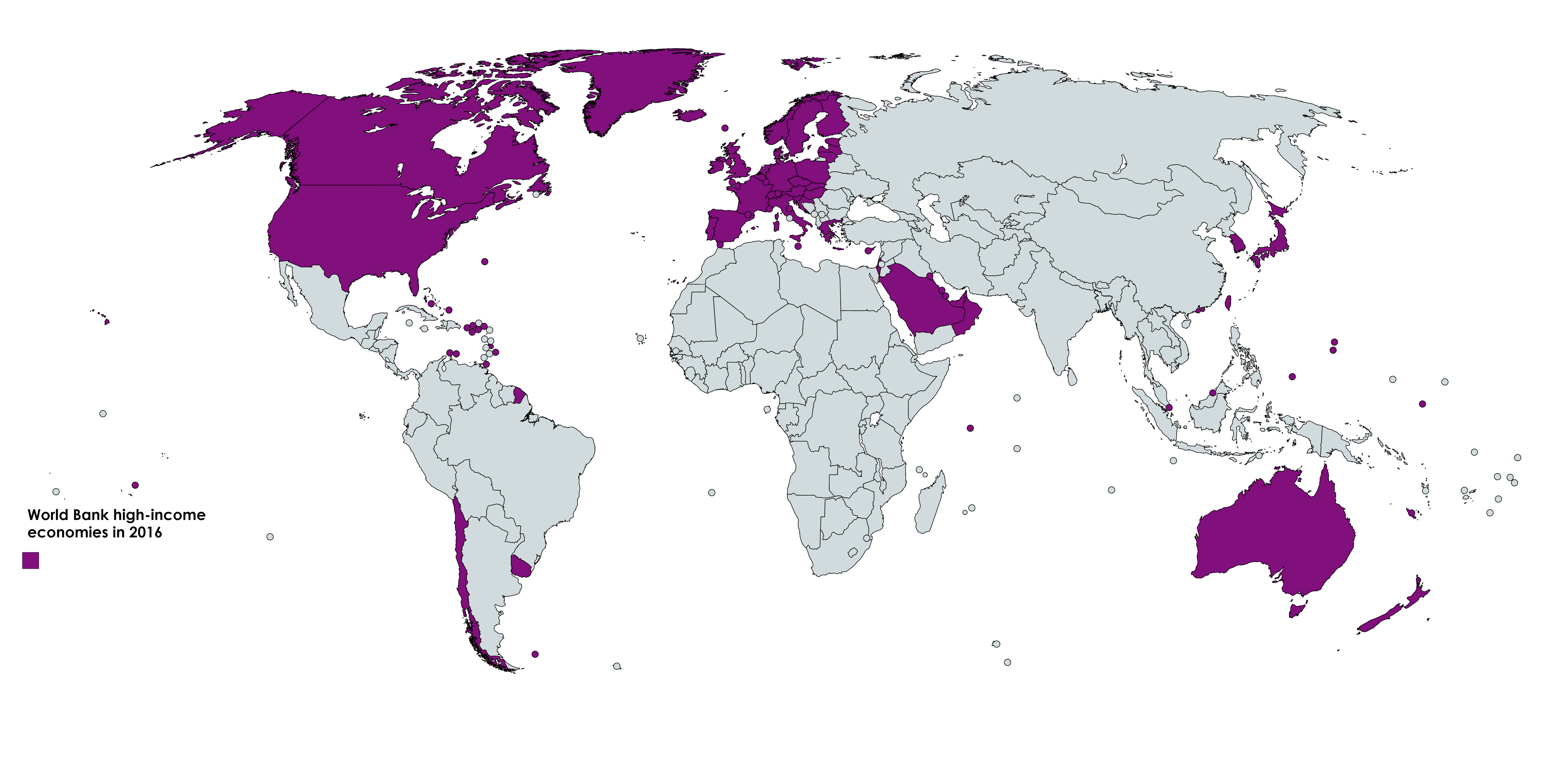
Länder mit hohem Einkommen sind farbig markiert.

Die „Süd-Nord-Kritik“ setzt sich aus einer globalisierungskritischen Gerechtigkeitsperspektive mit den Auswirkungen der Entwicklungstheorie auseinander. Inspiriert durch die post-development Theorie und Konzepte politischer Ökologen stellen Wachstumskritiker mit kulturalistischem Hintergrund die Idee in Frage, dass der Globale Süden dem Entwicklungsmodell der reichen Industrieländer folgen sollte. Es wird bezweifelt, dass globale Gerechtigkeits- und Verteilungsfragen durch ökonomische Expansion überwunden werden können und dass es wünschenswert sei, dass die Bewohner des globalen Süden die Entwicklung des Nordens übergestülpt zu bekommen. Stattdessen würden dadurch neue neokoloniale Abhängigkeiten geschaffen. Allerdings dürfe man es den ärmeren Ländern auch nicht verbieten, eigene Lösungen zu entwickeln, was auch ein beschränktes Wachstum (bis zu den ökologischen Grenzen) nicht ausschließen dürfe. Eine radikale Abkehr vom wirtschaftlichen Wachstum erscheint durch die derzeitige Populationsdynamik, den Herausforderungen in der Armutsbekämpfung und der steigenden Arbeitslosigkeit in Entwicklungs- und Schwellenländern nicht möglich und moralisch fragwürdig. Vertreter der kulturalistischen Wachstumskritik sind unter anderem Ivan Illich, André Gorz oder Serge Latouche. Viele neuere Konzepte innerhalb der wachstumskritischen Bewegung konzentrieren sich neben dem Kulturalismus auf Fragen nach Demokratie, Gerechtigkeit oder dem Sinn des Lebens und dem Wohlergehen von Mensch und Umwelt, beispielsweise nach dem Vorbild des Buen Vivir.

### Klimaschutz
Laut einer Studie wurden Degrowth-Szenarien in den 1,5 °C-Szenarien des IPCC vernachlässigt und könnten „viele Schlüsselrisiken für Machbarkeit und Nachhaltigkeit“ minimieren. In solchen Szenarien nimmt das Wirtschaftswachstum entweder ab oder entwickelt sich auf eine Weise, die die geltenden Wirtschaftsmetriken – wie das aktuelle BIP – nicht als Wachstum erfassen. Hauptprobleme des Ansatzes sind die Machbarkeit mit heutigen Entscheidungsmechanismen der Politik sowie globalisierte Verlagerungseffekte. Laut einer weiteren Studie weist der öffentliche Sektor bei dem Doppelziel der Bedürfnisbefriedigung bei niedrigem Energieverbrauch eine bessere Leistung als aktuelle Formen des Wirtschaftswachstums auf. Sie schlussfolgern, dass eine grundlegende politisch-ökonomische Transformation erforderlich ist und gezieltes Wachstum des öffentlichen Sektors in Hinsicht des Doppelziels vorteilhaft ist.

### Kritik an der Definition und Messmethoden von 'Wachstum'
Nach Auffassung einiger Kritiker verursacht die Ausrichtung am BIP Aktivitäten, die unserer Wirtschaft und Gesellschaft langfristig schaden. Gleichzeitig werden einige Wirtschaftsprozesse und Wohlstandsverbesserungen nicht oder unzureichend berücksichtigt – so haben große Verbesserungen in der Gesundheit der Bevölkerung etwa nur zu sehr geringen langfristigen Steigerungen des BIP pro Kopf geführt. Zudem wird beispielsweise die Entwicklung von Open-Source-Produkten und andere freie digitale Arbeit vom BIP nicht erfasst. Nach der Entwicklung einer abstrakten Metrik, die dem BIP ähnelt, machte das Center for Partnership Studies deutlich, dass das BIP „und andere Metriken, die es widerspiegeln und perpetuieren“, möglicherweise nicht nützlich sind, um die Produktion von Produkten und die Bereitstellung von Dienstleistungen anzuregen, die für die Gesellschaft tatsächlich nützlich – oder vergleichsweise nützlicher – sind, und stattdessen „destruktive Aktivitäten fördern, anstatt sie zu entmutigen“. Darüber hinaus wird im BIP nicht zwischen verschiedenen Aktivitäten (oder Lebensstilen) differenziert, obwohl „nicht alle Konsumverhaltensweisen gleich sind und nicht die gleichen Auswirkungen auf die ökologische Nachhaltigkeit haben“. Einige Wachstumskritiker kritisieren also nicht das systemische Ideal des wirtschaftlichen Wachstums als solches, sondern das spezielle Wirtschaftswachstum, das kontemporäre Wirtschaftsstrukturen fördert oder nicht fördert.

## Lösungsvorschläge
Bisher wurden Konzepte wie qualitatives Wachstum, The Blue Economy, Green Economy, Grünes Wachstum oder der Green New Deal vorgeschlagen, die das Wirtschaftswachstum innerhalb ökologischer Grenzen möglich machen sollten. Mit den Sustainable Development Goals haben sich die Mitgliedstaaten der Vereinten Nationen zudem auf einen Aktionskatalog geeinigt, mit dem sie eine nachhaltige Entwicklung und die Steigerung des Lebensstandards für alle Menschen erreichen möchten.

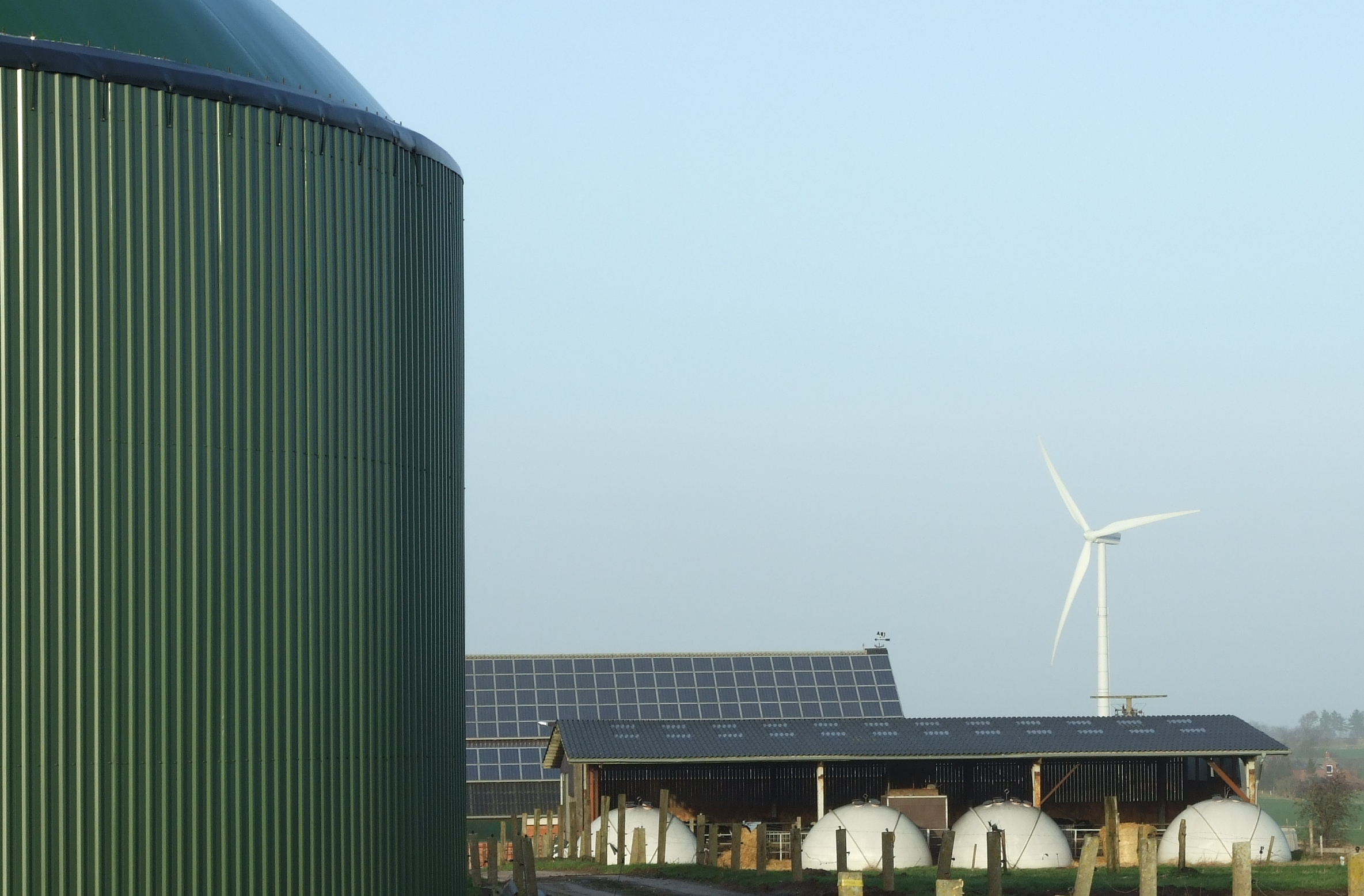
Erneuerbare Energien und neue Technologien reichen laut der Wachstumskritiker nicht aus.

Der Fokus der oben genannten, alternativen Wachstumsstrategien liegt auf der Verbesserung der Konsistenz (Kreislaufwirtschaft) und der Ökoeffizienz. Der Kerngedanke ist, dass mittels geeigneter politischer Rahmenbedingungen ein energie-, ressourcen- sowie umweltschonender Wirtschaftsaufschwung erzielt werden kann. Der Staat hat die Rolle, entweder mit geeigneter Ordnungs- und Steuerpolitik diese Wende herbeizuführen, oder selbst Investitionen in innovative Technologien vorzunehmen. Beispiele sind Investitionen in energieeffiziente Gebäude, in erneuerbare Energien oder den Ausbau des öffentlichen Verkehrs. Ein weiterer Vorteil solcher Investitionen sei die Schaffung von neuen Arbeitsplätzen. Manche Vertreter (beispielsweise Erhard Eppler oder Holger Rogall mit dem Begriff des „selektiven Wachstums“) integrieren auch die dritte Strategie, die Suffizienz, in dem Sinne, dass manche Branchen wie die fossile Energieindustrie schrumpfen müssten.
Einige Wachstumskritiker bemängeln jedoch auch diese Konzepte. Qualitatives oder grünes Wachstum sei utopisch, ein Paradox oder ein Oxymoron bzw. Contradictio in adiecto, welches verschiedene widersprüchliche Interessen und Strategien zusammenbinde und in einen Zusammenhang stelle. Der vermeintlich „grüne“ Aufschwung erhöhe nur die Konsumnachfrage und treibe die „Wachstumsspirale“ weiter an. Ein weiteres Problem von Effizienz- und Konsistenzmaßnahmen sei, dass durch die neuen Technologien zwar womöglich ein geringerer Ressourcen- und Energieeinsatz notwendig sei als bisher, für die Herstellung neuer Produktionsanlagen würden jedoch wiederum neue Ressourcen benötigt. Das Vorhaben, ökologische Schäden durch Innovationen zu beheben, während niemand individuell auf Konsum verzichten müsse, sei deshalb nicht realisierbar.
Ein Ansatz für nachhaltiges Wirtschaften ohne Wachstum(szwang) ist die Gemeinwohl-Ökonomie, die auf Kooperation statt Konkurrenz setzt und vor allem von Christian Felber, einem Gründungsmitglied von Attac Österreich, verbreitet wird.
Vertreter der ökologischen Ökonomie (wie Richters) propagieren ordnungspolitische Maßnahmen, mit welchen die Marktwirtschaft so repariert werden kann, dass Wachstumszwänge eliminiert werden. Soziale wie auch ökologische Ziele sollen sich unter Beibehaltung effizienter Produktionsweisen so realisieren lassen.
Ein alternativer Ansatz ist es Mechanismen des Ziels „Wirtschaftswachstum“ so neu zu gestalten, dass eine Annäherung an dessen Optima – etwa von Verhalten, Produkten und Dienstleistungen – Ziele wie Gesundheit und Umweltschutz strukturell fördern.
Als hypothetische, sehr langfristige Lösungsstrategie zur Überwindung von planetaren Wachstumsgrenzen wird von Zukunftsforschern und anderen auch die Möglichkeit der Weltraumkolonisierung und Asteroidenbergbau diskutiert. Würden die Probleme des Ökosystems und der Ressourcen unseres Heimatplaneten, die Erde, irdisch unüberwindbar, könnte die Menschheit dann immer noch durch die Bevölkerung fremder Welten weiter wachsen oder Ressourcen abbauen.

## Historische Entwicklung der Wachstumskritik
Eine stationäre Ökonomie ohne Wachstum wurde bereits von einigen Vertretern der klassischen Nationalökonomie diskutiert. John Stuart Mill sah im stationären Zustand einen wünschenswerten Endzustand. John Maynard Keynes sah eine dauerhafte Wachstumsabschwächung als positive Perspektive für die Zukunft.
1966 benutzte der US-amerikanische Wirtschaftswissenschaftler Kenneth E. Boulding den Begriff Raumschiff Erde im Titel seines Essays The Economics of the Coming Spaceship Earth. Sein Text, der eine nicht wachstumsorientierte Wirtschaft theoretisch fundieren wollte, ist von Ökologischen Ökonomen und Wachstumskritikern häufig rezipiert worden. Die bis heute dominante umweltbasierte Wachstumskritik setzte in den 1970er Jahren ein. Ein Wegbereiter war der amerikanische Mathematiker und Ökonom Nicholas Georgescu-Roegen (1906–1994), der Bezüge zwischen Thermodynamik und wirtschaftlichen Prozessen herstellte und daraus eine allgemeine Wachstumskritik herleitete. Als umfassende Kritik an den Folgen des Wirtschaftswachstum wurde der 1972 erschienene Bericht an den Club of Rome mit dem Titel Die Grenzen des Wachstums angesehen. Der in 29 Sprachen übersetzte, kontrovers diskutierte Bericht stellte dar, welche möglichen Folgen eines unbegrenzten Wachstums auf die Gesellschaft und auf die Ökologie unter der Prämisse haben können, dass die Ressourcen auf der Erde begrenzt sind und diese übernutzt werden. Als Alternative zu Wirtschaftswachstum wurden verschiedene Konzepte ausgearbeitet, die eine Stabilisierung oder Reduktion von wirtschaftlicher Produktion und Konsum anstreben. Dies soll sowohl zu einem gesteigerten Wohlergehen der Menschen und Umwelt auf lokaler und globaler Ebene als auch generationsübergreifend führen. Anfang der 1970er veröffentlichte Herman Daly als Alternative zu Wachstum das Konzept der Stationären Wirtschaft (Steady-State Economy).
Bereits vor, besonders aber seit der Veröffentlichung von Die Grenzen des Wachstums werden wachstumskritische Perspektiven allerdings auch selbst kritisiert. Nach dem Erstarken der wachstumskritischen Debatte ab der Weltfinanzkrise haben beispielsweise Karl-Heinz Paqué und Ralf Fücks explizite Plädoyers für Wirtschaftswachstum veröffentlicht. Auch Rainer Hank argumentiert, Wachstum schaffe Wohlstand und Freiheit und nicht Wachstum sei ein „Fetisch“, sondern die Kritik daran. Politisch diskutiert wurden diese Fragen beispielsweise in der Enquete-Kommission Wachstum, Wohlstand, Lebensqualität und den Debatten um eine Novelle des Stabilitäts- und Wachstumsgesetzes (StabG). Auch innerhalb der wachstumskritischen Debatte gibt es eine Kritik an der theoretischen Einseitigkeit bzw. der normativ aufgeladenen und ideologischen Debatten, bei denen sich „Wachstumskritik und Pro-Wachstumsdenken wie Glaubensartikel gegenüber stehen“.

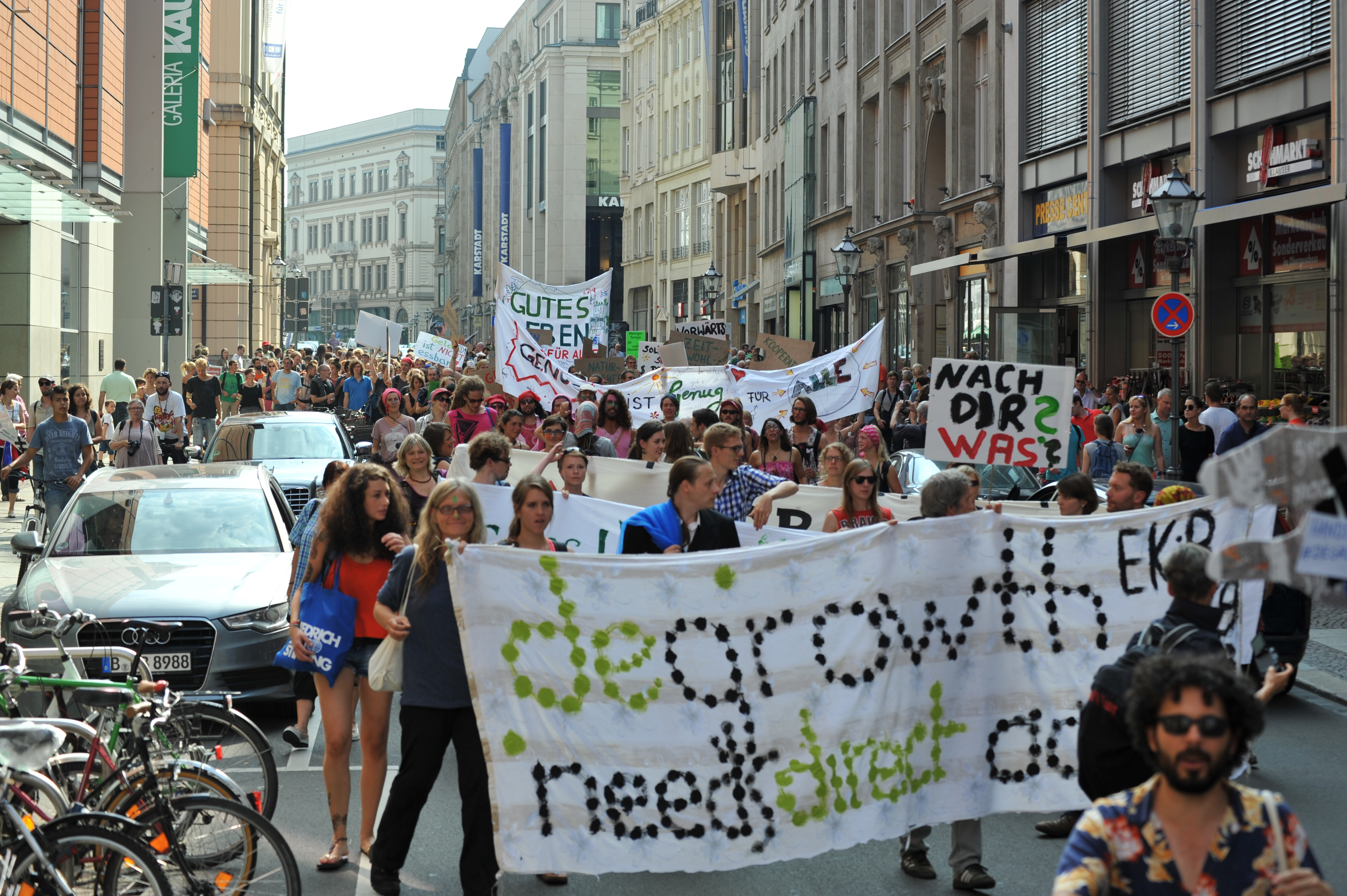
Demonstration am Ende der vierten Degrowth-Konferenz, Leipzig, 2014

In verschiedenen industrialisierten Ländern entstand über die Jahrzehnte, aber insbesondere ab 2008, eine wachstumskritische Bewegung als soziale Bewegung aus Aktivisten und Wissenschaftlern, die das vorherrschende Entwicklungsmodell kritisieren. Während weitgehend Einigkeit herrscht, dass der Erhalt des ökologischen Gleichgewichts der Erde eine Reduktion der materiellen Produktion bzw. des Ressourcenverbrauchs erfordere und dafür gesellschaftliche und wirtschaftliche Veränderungen nötig seien, sind die Strömungen und Positionen ziemlich vielfältig und teils widersprüchlich. Im Gegensatz zu einer durch Depression erzwungenen Wachstumsrücknahme fordert die wachstumskritische Bewegung eine geplante und nachhaltige Wachstumsrücknahme, die von der Gesellschaft demokratisch vereinbart wird und Wachstum als oberstes Ziel der Wirtschaftspolitik ablöst. Der Prozess der Wachstumsrücknahme soll dabei so lange andauern bis ein Zustand erreicht ist, in dem die Berücksichtigung von intakten sozialen und ökologischen Verhältnissen gleichermaßen gewährleistet ist. Es ist innerhalb der sozialen Bewegung wiederum umstritten, wie eine alternative Zielvorstellung aussieht und wie sie in der Praxis umgesetzt werden soll.